# Avenue du Prince d'Orange
L'avenue du Prince d'Orange (en néerlandais : Prins van Oranjelaan) est une voie à l'extrême sud de la commune d'Uccle, elle-même au sud de Bruxelles. 

## Situation et accès
Longue d'environ 2 kilomètres, elle rejoint la chaussée de Waterloo au niveau du quartier Fort Jaco.
Elle est l'une des avenues les plus prestigieuses de la capitale belge. 

## Origine du nom
Cette voie porte le nom de Guillaume II des Pays-Bas, prince d'Orange-Nassau.

## Historique
L'avenue du Prince d'Orange est célèbre car ayant donné son nom au quartier résidentiel, le quartier du Prince d'Orange, regroupant de nombreuses villas cossues et autres résidences diplomatiques. Les loyers de cette avenue font partie des plus élevés de Bruxelles par la qualité des habitations qu'elle propose mais également par sa situation géographique. Au cœur d'un quartier très résidentiel, jouissant de beaucoup d'espaces verts, à proximité du lycée français et non loin du centre de Bruxelles. Le Cercle de Lorraine y a résidé pendant près de 15 ans, au château Fond'Roy, 52 avenue du Prince d'Orange.

### Ambassades et consulats
- L'ambassade de Monaco